# FK Šilutė
El FK Silute es un equipo de fútbol de Lituania que juega en la 1 Lyga, la segunda división de fútbol en el país.

## Historia
Fue fundado en el año 1964 en la ciudad de Silute con el nombre Laisvé, pero fue hasta que Lituania se hizo independiente tras la caída de la Unión Soviética que comenzaron a figurar en el mapa a nivel nacional, debutando en la 1 Lyga en la temporada de 1998/99.
En el año 2000 logra el ascenso a la A Lyga por primera vez en su historia, pero no pudo jugar en la A Lyga a causa de problemas financieros. En 2003 el club cambia su nombre por el que tiene actualmente y logra el ascenso a la A Lyga luego de quedar en tercer lugar de la 1 Lyga debido a que los dos primeros lugares eran clubes filiales.
El club milita 4 temporadas consecutivas en la A Lyga hasta que desciende al terminar la temporada 2008 tras quedar en último lugar entre 8 equipos.